# Тікош
Тікош (рум. Ticoș) — село у повіті Нямц в Румунії. Входить до складу комуни Біказу-Арделян.
Село розташоване на відстані 270 км на північ від Бухареста, 31 км на захід від П'ятра-Нямца, 127 км на захід від Ясс, 137 км на північ від Брашова.

## Населення
За даними перепису населення 2002 року у селі проживали 342 особи, усі — румуни. Усі жителі села рідною мовою назвали румунську.